# Peter Sanders
Peter "Pete" Sanders (nascido em 19 de março de 1961) é um ex-ciclista britânico. Defendeu as cores do Reino Unido em duas provas nos Jogos Olímpicos de 1984, em Los Angeles, onde destacou-se na prova dos 100 quilômetros no contrarrelógio por equipes, terminando na oitava posição.